# US Open 2011 - Singolare maschile in carrozzina
Shingo Kunieda era il detentore del titolo ed è riuscito a vincere nuovamente il torneo sconfiggendo in finale Stéphane Houdet per 3-6, 6-1, 6-0.

## Teste di serie
1. Shingo Kunieda (campione)
2. Maikel Scheffers (semifinale)

## Tabellone

### Legenda
| - Q = Qualificato - WC = Wild card - LL = Lucky loser | - ALT = Alternate - SE = Special Exempt - PR = Protected Ranking | - w/o = Walkover - r = Ritirato - d = Squalificato |

### Finali
|  | Quarti di finale | Quarti di finale | Quarti di finale | Quarti di finale | Quarti di finale |  |  | Semifinali | Semifinali       | Semifinali       | Semifinali      | Semifinali |   |   | Finali | Finali         | Finali | Finali | Finali |  |
|  |                  |                  |                  |                  |                  |  |  |            |                  |                  |                 |            |   |   |        |                |        |        |        |  |
|  | 1                | Shingo Kunieda   | Shingo Kunieda   | 6                | 6                |  |  |            |                  |                  |                 |            |   |   |        |                |        |        |        |  |
|  |                  | Nicolas Peifer   | Nicolas Peifer   | 2                | 1                |  |  | 1          | Shingo Kunieda   | Shingo Kunieda   | 6               | 6          |   |   |        |                |        |        |        |  |
|  | Stefan Olsson    | Stefan Olsson    | Stefan Olsson    | 5                | 4                |  |  |            | Ronald Vink      | Ronald Vink      | 2               | 0          |   |   |        |                |        |        |        |  |
|  | Ronald Vink      | Ronald Vink      | Ronald Vink      | 7                | 6                |  |  |            |                  |                  |                 |            |   |   | 1      | Shingo Kunieda | 3      | 6      | 6      |  |
|  | Stéphane Houdet  | Stéphane Houdet  | Stéphane Houdet  | 6                | 6                |  |  |            |                  |                  | Stéphane Houdet | 6          | 1 | 0 |        |                |        |        |        |  |
|  | Stephen Welch    | Stephen Welch    | Stephen Welch    | 1                | 1                |  |  |            | Stéphane Houdet  | Stéphane Houdet  | 6               | 6          |   |   |        |                |        |        |        |  |
|  |                  | Robin Ammerlaan  | 5                | 6                | 2                |  |  | 2          | Maikel Scheffers | Maikel Scheffers | 4               | 0          |   |   |        |                |        |        |        |  |
|  | 2                | Maikel Scheffers | 7                | 3                | 6                |  |  |            |                  |                  |                 |            |   |   |        |                |        |        |        |  |